# Локомотив БДЖ 80.001
Първият дизелов маневрен локомотив на БДЖ за междурелсие 760 mm е строен в немската фирма „Henschel“ – Kassel (фабр. № 31172/1966). Той е докаран за участие в Пловдивския мострен панаир през 1966 г., след завършването на който е закупен. Закаран е в гара Септември, означен е с есплоатационен № 92 – 01. Там престоява около 6 месеца уреждане формалностите по закупуването и започва работа през април 1967 г. От 1988 г. е с нов експлоатационен номер – 80 001.1. Локомотивът е еднокабинен, с мощност на дизеловия двигател 385 к.с., окачването му е металогуменно.
Локомотивът е много сполучлив и подходящ за нашите условия, но въпреки това остава единична машина. Използван е за маневрена работа повече от 30 години, но поради намаления обем на превозите се намира в резерв. Намира се в пълно комплектно състояние в депо Септември.